# Geneva (Oregon)
Geneva az Amerikai Egyesült Államok északnyugati részén, Oregon állam Jefferson megyéjében, a Chinook-tó partján elhelyezkedő önkormányzat nélküli település.
A helység 1910-ben jött létre. Névadója az alapító felesége, a posta vezetője.

## Fordítás
- Ez a szócikk részben vagy egészben  a   Geneva, Oregon című angol Wikipédia-szócikk ezen változatának fordításán alapul.  Az eredeti cikk szerkesztőit annak laptörténete sorolja fel. Ez a jelzés csupán a megfogalmazás eredetét és a szerzői jogokat jelzi, nem szolgál a cikkben szereplő információk forrásmegjelöléseként.